# Casa Urrutia
La Casa Urrutia és un edifici modernista situat als carrers del Rosari i d'Àngel Guimerà al barri de Tres Torres de Barcelona. Està catalogat com a bé amb elements d'interès (categoria C).

## Història
Va ser construït el 1905. Hi ha la creença que va allotjar el casino de les Tres Torres, però el fet que es conservessin els lavabos i cuina originals ho posa en dubte perquè corresponen a un habitatge i no a una activitat recreativa com el negoci d'un casino. En aquella època, estava flanquejat pel Ferrocarril de Sarrià a Barcelona (actualment la Via Augusta).
El 2023, i després d'anys d'abandonament, va ser integrat en una promoció de pisos de luxe.

## Descripció
L'edifici és de planta rectangular amb acabaments corbats a cada cantonada de la cornisa. Consta de planta baixa (desdoblada en semisoterrani i entresol), pis i coberta plana, a la qual s'accedeix des d'un torreó emmerletat.
Les obertures del semisoterrani estan contingudes en el basament i les altres dues plantes queden emmarcades per una imposta que resalta del parament d'estuc imitant pedra. Al pis, hi ha una tribuna sobre la porta principal. Igualment, a la façana del jardí hi ha una gran tribuna poligonal també de fusta, sostinguda per unes columnes de secció poligonal.
Davant de la porta d'entrada hi ha una reixa de ferro forjat que presenta una composició geomètrica amb motius florals, presidida al centre per un plomall de flors, proporcionant al conjunt un detall escultòric d'una notable plasticitat.